# Arthur Bell
Arthur Bell   (Toronto, 20 de febrer de 1899 - Toronto, 23 de febrer de 1963) fou un remer canadenc que va competir durant la dècada de 1920.
El 1924 va prendre part en els Jocs Olímpics de París, on guanyà la medalla de plata en la prova del vuit amb timoner del programa de rem.